# عزلة ربع همدان (صنعاء)

تعديل مصدري - تعديل

عزلة ربع همدان هي إحدى عزل مديرية همدان في محافظة صنعاء اليمنية ويبلغ تعداد سكانها 29032 نسمة حسب التعداد السكاني في اليمن لعام 2004.

## روابط خارجية
- الجهاز المركزي للإحصاء بالجمهورية اليمنية
- المركز الوطني للمعلومات باليمن
- World Gazetteer:Yemen
- الدليل الشامل